# اتفاقية المادة 123
اتفاقية المادة 123 تضع المادة 123 من قانون الولايات المتحدة للطاقة الذرية لعام 1954 تحت عنوان «التعاون مع الدول الأخرى» وهي اتفاقية للتعاون كشرط أساسي للصفقات النووية بين الولايات المتحدة وأية دولة أخرى.
تسمى هذه الاتفاقية اتفاقية 123 حتى الآن حيث دخلت الولايات المتحدة في ما يقرب من 23 اتفاقية مع 48 دولة.
البلدان التي وقعت الولايات المتحدة معها أو لديها أو تعمل من أجل الحصول على اتفاقية المادة 123:
- المغرب
- اوكرانيا
- اليابان
- الصين ( تتطلب موافقة لكل طلب)[6]
- سويسرا
- الهند
- روسيا (في 8 سبتمبر 2008 أبلغ الرئيس جورج دبليو بوش الكونغرس بأنه لا يوجد مزيد من البحث في اتفاقية 123 مع روسيا).
- الامارات العربية المتحدة[7]
- مصر[8]
- تايلاند
- الأرجنتين
- أستراليا
- بنغلاديش
- البرازيل
- كندا
- كولومبيا
- اندونيسيا
- الوكالة الدولية للطاقة الذرية (IAEA)
- تركيا
- كازاخستان
- جمهورية كوريا
- جنوب افريقيا
- تايوان